# Slim Burna
Гэбриэл Сопринье Халлидей (англ. Gabriel Soprinye Halliday; род. 11 апреля 1988, Эссекс, Великобритания), более известный под псевдонимом Slim Burna — нигерийский музыкант, певец, рэпер и музыкальный продюсер.

## Биография
Slim Burna родился Великобритании и переехал в Порт-Харкорт, Нигерия со своей семьёй в возрасте двух лет.
11 апреля 2013 года он выпустил микстейп I’m On Fire.

## Дискография
- 2011: The Streets Mixtape Vol. 1
- 2011: The Streets Mixtape Vol. 2
- 2012: The Streets Mixtape Vol. 3"
- 2013: I’m On Fire